# Член бундестагу Німеччини
Член бундестагу Німеччини (нім. Bundestagsabgeordneter, MdB) — офіційна назва члена Бундестагу Німеччини. Абревіатура MdB ставиться як так званий суфікс імені з комою або без коми після прізвища. Після федеральних виборів 2021 року було 736 депутатів. Через нижчу явку виборців на часткових повторних виборах у Берліні 2024 року та відставку Андреаса Шоєра та Штефана Мюллера кількість депутатів скоротилася до 733. Різниця до номінального розміру в 598 депутатів є результатом додаткових і компенсаційних мандатів.

## Загальний опис
Члени Бундестагу обираються безпосередньо (прямий мандат) або за державними списками відповідних партій. Першим голосом обирається представник відповідного виборчого округу, а другим голосом обирається державний список.
В історії Федеративної Республіки Німеччини були винятки з цього правила, згідно з яким члени Бундестагу визначаються шляхом федеральних виборів:
- члени Бундестагу від Західного Берліна з 1 по 11 Період виборів визначала палата депутатів Берліна. Однак палата отримала своє (повне) право голосу лише в результаті процесу возз'єднання 8 червня 1990 року.
- Десять додаткових членів Бундестагу з 4 січня 1957 року, після приєднання землі Саар, були раніше призначені парламентом землі Саар.
- У зв'язку з возз'єднанням з колишньою НДР 3 жовтня 1990 року до Бундестагу увійшли 144 нових депутати, які раніше були призначені Народною палатою НДР.

Ви можете голосувати відповідно до § 15 Федерального закону про вибори, німці в значенні статті 116 Основного закону Федеративної Республіки Німеччина (стаття 116 GG), які досягли 18 років. Членство в німецькому Бундестазі набуває обраний кандидат на виборах до Бундестагу відповідно до § 45 Закону про федеральні вибори «[…] після остаточного визначення результатів у виборчому окрузі Федеральним виборчим комітетом […] з відкриттям першої сесії Бундестагу Німеччини після виборів».
Згідно зі статтею 38 Основного закону, депутати Бундестагу представляють увесь німецький народ у Бундестазі Німеччини і не зв'язані з інструкціями чи розпорядженнями при прийнятті рішень, а підкоряються лише власній совісті. Однак у парламентській практиці вільний мандат обмежений так званою партійною дисципліною.
Члени парламенту, у свою чергу, обирають Федерального канцлера Федеративної Республіки Німеччина, а також можуть замінити його до закінчення терміну повноважень Бундестагу шляхом конструктивного вотуму недовіри. Вони також беруть участь у виборах Федерального президента Федеративної Республіки Німеччина Федеральними зборами. Вони також відіграють вирішальну роль у федеральному законодавстві.
Мандат, отриманий на федеральних виборах, дійсний протягом чотирьох років. Цей період застосовується незалежно від приналежності до партії чи депутатської групи; депутати зберігають свій мандат, навіть якщо вони більше не належать до депутатської групи. Вплив виборців також закінчується після виборів; вони не можуть проголосувати за депутата через вотум недовіри. Проте бажання самого народного депутата залишити повноваження є однією з причин втрати повноважень. Виконання повноважень депутата підлягає спеціальному захисту відповідно до законодавства про працю, яке забороняє роботодавцям звільняти працівників у зв'язку з вступом або виконанням обов'язків депутата; загалом нікому не може бути заборонено виконувати посади цей офіс (§ 2, 3 і 4 Закону про депутатів Німеччини (AbgG)).
Члени Бундестагу Німеччини можуть об'єднуватися для створення парламентських груп або фракцій і мати особливий процедурний та організаційний статус. Бундестаг очолує Голова Бундестагу.
Якщо член парламенту залишає Бундестаг через смерть або відставку, їх мандат замінюється наступним кандидатом у списку їх партії, якщо це не незбалансований мандат. У цьому випадку мандат анулюється, і Бундестаг загалом залишається на один мандат менше. Якщо державний список вичерпано, мандат також буде анульований. Вперше це сталося в 2015 році, коли після відходу Катеріни Райхе, єдиний кандидат, що залишився в державному списку CDU Бранденбурга, не прийняв мандат.

## Статистика
На федеральних виборах 2017 року до Бундестагу 19-го скликання було обрано 709 депутатів, з яких 219 жінок (30 %) та 490 чоловіків. (69,1 %)
| Професія                                                               | Номер | Відсоток |
| ---------------------------------------------------------------------- | ----- | -------- |
| Викладачі, науковці, співробітники університету                        | 76    | 10.7 %   |
| Інші державні служби                                                   | 129   | 18.2 %   |
| Співробітники депутатів, партій, депутатських груп                     | 79    | 11.1 %   |
| Інші політичні та громадські організації                               | 23    | 3.2 %    |
| Церкви                                                                 | 8     | 1.1 %    |
| Економіка (самозайняті особи, наймані працівники, включаючи асоціації) | 234   | 33,0 %   |
| Юридичні, комерційні та податкові консультації                         | 99    | 14.0 %   |
| Інші позаштатні професії                                               | 22    | 3.1 %    |
| інші                                                                   | 21    | 3.0 %    |
| Не вказано                                                             | 18    | 2.5 %    |

## Права та обов'язки

### Права
- Статусні права з статті 38 1 абзацу 2 речення Основного Закону:
  - вільний мандат
  - такий самий мандат
  - право висловлюватись і голосувати
  - права на інформацію
  - право ініціативи
  - формування фракцій
- Імунітет від кримінального переслідування (ст. 46, абз. 2 Основного Закону). Це може бути скасовано Бундестагом.
- Компенсація за голосування та заяви, зроблені членом Бундестагу (ст. 46, абз. 1 Основного закону).
- Право відмовитися від надання свідчень (стаття 47 Основного закону): Народні депутати мають право відмовитися від надання свідчень слідчим органам або судам щодо осіб, які довірили їм факти як депутату або яким вони довірили їм факти як депутати, а також про самі ці факти. У тій мірі, в якій поширюється це право відмовитися від дачі показань, виїмка документів є неприпустимою.

### Обов'язки
- Депутати повинні бути присутніми в будівлі Бундестагу під час засідання парламенту. Однак вони не зобов'язані це робити, оскільки не зв'язані жодними інструкціями. Їм також не потрібно сидіти в залі пленарних засідань, а могли б, наприклад, залишитися в офісі і працювати, оскільки сесію транслюватиме телебачення Бундестагу. У разі відсутності без поважних причин у дні зборів фіксована плата буде зменшена (§ 14 Закон про членів парламенту).
- Про зобов'язання не брати хабарі дивіться у статті Abgeordnetenbestechung[de].

## Надбавки та компенсації витрат
- Компенсація члена парламенту (надбавка): 11.227,20 євро/місяць (§ 11 абз. 1 Закон про членів парламенту (AbgG) станом на 1 липня 2024 р.);[4]
- Неоподатковувана єдина ставка: 5051,54 євро/місяць (станом на 1 січня 2024 р.). Витрати на виконання повноважень покриваються фіксованою платою. Вищі витрати не підлягають ні відшкодуванню, ні оподаткуванню. Звільнення від сплати податків є конституційним.[4][5]
- Витрати на лікування: додаткова субсидія на внески в розмірі 50 відсотків від максимальної ставки на основі ліміту нарахування внесків у державне медичне страхування, «частка роботодавця» приблизно 250 €/місяць або часткове відшкодування витрат відповідно до принципів законодавства про державну службу (§ 27 AbgG).
- Надання мережевого квитка для безкоштовного користування поїздами Deutsche Bahn AG,[6] який також можна використовувати для приватних поїздок з 15 листопада 2012 року, а також відшкодування інших витрат на проїзд у межах Німеччини, пов'язаних із мандатом (§ 16 AbgG). У межах Берліна користування трансфером німецького Бундестагу є безкоштовним.
- Відшкодування до 22.201 євро на місяць із заробітної плати працівників депутата (§ 12 абз. 3 Закону про парламент). Зарплату виплачує безпосередньо працівникам адміністрація Бундестагу. Якщо працівники депутата пов'язані з ним або нею шлюбом, він або вона повинні нести витрати самостійно.
- За кожен рік членства в Бундестазі член парламенту отримує право на пенсію (пенсію за віком) у розмірі 2,5 відсотка винагороди депутата до максимуму 65 відсотків (§ 20 Закону про Бундестаг), який може бути досягнутий після 26 років. В принципі, пенсія за віком призначається лише після досягнення загального пенсійного віку, який поступово підвищується з 65 до 67 років (§19 Закону про пенсійне забезпечення). До 31 грудня 2007 року, після восьми років членства в Бундестазі, вікова межа збільшувалася на один рік за кожен додатковий рік членства до максимального 18 років ( §19 Закону про вихід на пенсію, стара редакція), щоб віковий ліміт міг бути досягнутий до десяти років раніше. Як правило, члени Бундестагу займають від восьми до дванадцяти років, тобто вони мають право на відсоток від 20,0 до 30,0 відсотків.

## Лобіювання та другорядна діяльність
Депутати Бундестагу повинні дотримуватися певних правил поведінки. Одне з цих правил поведінки визначає, у яких випадках члени Бундестагу повинні звітувати про свої доходи від другорядної діяльності Голові Бундестагу (§ 44b Nr. 2 AbgG). Вимоги до публікації вперше були запроваджені в 2006 році та підтверджені Федеральним конституційним судом 4 липня 2007 року. Згідно з рішенням суду, другорядна діяльність, така як членство в наглядових радах, створює «особливий ризик для незалежності» членів парламенту, оскільки «не є надуманим» припускати, що дохід від другорядної діяльності «може мати наслідки для здійснення повноважень мандату». Народ має «право» знати, від кого і в якому розмірі його представники отримують гроші. Навпаки, інтерес депутатів до конфіденційності даних є «вторинним». Цьому передували судові суперечки, ініційовані дев'ятьма членами Бундестагу (3 FDP, 3 CDU, 2 CSU, 1 SPD), включаючи Фрідріха Мерца.
Вимоги до публікації поступово посилювалися. Довгий час їх потрібно було декларувати лише поетапно, але з кінця 2021 року всі доходи, що перевищують 1000 євро на місяць або 3000 євро на календарний рік, повинні декларуватися з точністю до цента. З моменту запровадження цих правил найвищий додатковий дохід мали депутати Бундестагу від CDU/CSU та FDP, а найменший – у депутатів від die Grünen і die Linke (період: кінець 2021 року до середини 2023 року).

## Несумісності
Ряд посад несумісні з членством у німецькому Бундестазі:
- Федеральний президент (Art. 55 GG)
- Судді Федерального конституційного суду (Art. 94 GG)
- Членство у Федеральній раді ( § 2 GO BR)
- Комісар у справах збройних сил німецького Бундестагу (§ 14 Закон про Уповноваженого у справах збройних сил Бундестагу Німеччини)
- Федеральний уповноважений із захисту даних і свободи інформації (§ 13 абз. 1 BDSG)
- Федеральний уповноважений з питань архівів Служби державної безпеки колишньої Німецької Демократичної Республіки (§ 36 абз. 2 Закон про архіви Штазі)
- Членство в Раді економічних експертів (§ 1 абзац 3 Закону про створення Ради економічних експертів для оцінки загального економічного розвитку)
- Членство в Європейському парламенті (ст. 6 абз. 2, Закон про вибори членів Європейського Парламенту шляхом загального прямого голосування)
- Член парламенту землі Тюрінгія та деяких інших парламентів землі (тільки на підставі відповідного конституційного закону землі)

Право на участь державних службовців, державних службовців, професійних/тимчасових військовослужбовців і суддів може бути обмежено (Art. 137 GG).

## Рекорди

### Тривалість членства в бундестазі
Вольфганг Шойбле був членом Бундестагу з найдовшим членством у парламенті: він був депутатом німецького Бундестагу без перерви з установчої сесії 7-го Бундестагу у законодавчому періоді з 13 грудня 1972 року до смерті 26 грудня 2023 року. Водночас Шойбле також був членом парламенту з найдовшим членством у парламенті в історії національних парламентів Німеччини з травня 1848 року (Франкфуртська Паульскірхе).
Йоахім Гаук був депутатом Бундестагу лише з 3 по 4 жовтня 1990 року. Він подав у відставку, оскільки 4 жовтня його призначили спеціальним представником федерального уряду з питань особових справ колишньої Служби державної безпеки.

### Вік
Наймолодшою депутаткою в історії Бундестагу стала Анна Люрманн (1983), яка була прийнята на установчих зборах 15-го Німецький Бундестагу 17 жовтня 2002. Їй було 19 років і 125 днів.
Конраду Аденауеру (1876–1967) було 91 рік і 104 днів, що робить його найстарішим членом Бундестагу.
Найстаршим колишнім депутатом Бундестагу був Фріц Хеллвіг, який помер 22 липня 2017 року у віці 104 років і 353 днів.